# Disaccharide

Saccharose (Rohrzucker), das am häufigsten vorkommende Disaccharid aus Glucose und Fructose, welche 1,2-verknüpft sind

Disaccharide (aus griechisch dís (di-) = zweimal und Saccharid, veraltet Zweifachzucker, selten Biosen) sind organisch-chemische Verbindungen aus der Gruppe der Kohlenhydrate. Formal bilden sich Disaccharide durch Wasserabspaltung zwischen zwei Monosacchariden. Die beiden Monosaccharide (Einfachzucker) sind im Disaccharid kovalent über eine glycosidische Bindung verknüpft. Disaccharide zählen zur Gruppe der Oligosaccharide.
Das wirtschaftlich wichtigste Disaccharid ist der Rohr- und Rübenzucker, die Saccharose. Dieser wird heute industriell aus dem Zuckerrohr und aus Zuckerrüben gewonnen und stellt keinen essenziellen Bestandteil der menschlichen Ernährung dar. Allen Disacchariden gemeinsam ist ihr süßer Geschmack, und vor allem Saccharose dient heute als Süßungsmittel in der menschlichen Ernährung.

## Nomenklatur

Nummerierung von β-Glucose 1 und α-Glucose 2, es sind nur die Nummern der Kohlenstoffatome 1, 4 und 6 angegeben.

Die Nummerierung der Kohlenhydrate beginnt am Kohlenstoffende mit dem höchst oxidierten Kohlenstoffatom, das in der offenkettigen Form der Monosaccharide einen Aldehydrest trägt oder benachbart zu einem Keton ist. Die Bezeichnungen α und β legen die Stereochemie am anomeren Zentrum fest.
Eine verkürzte Schreibweise verwendet eine Kurzbezeichnung aus drei Buchstaben für die Monosaccharide und die Suffixe f und p für Furanose und Pyranose.

β-D-Fructofuranose
α-D-Glucopyranose

## Eigenschaften
Disaccharide sind farblose Feststoffe, die in Wasser leicht, in Ethanol schwerlöslich und in den meisten organischen Lösemitteln unlöslich sind. Man kennt sowohl α- als auch β-verknüpfte Disaccharide, sowie Verknüpfungen an jeder Position. Die 1,4- und 1,6-verknüpften Disaccharide kommen in der Natur bei weitem am häufigsten vor. Disaccharide sind wie auch die Monosaccharide temperaturempfindlich und zersetzen sich beim Erhitzen auf Temperaturen über ihren Schmelzpunkt oder bereits am Schmelzpunkt und sind daher auch im Vakuum nicht destillierbar. Die Reinigung erfolgt daher normalerweise über Umkristallisation oder in kleiner Menge durch Chromatographie. In Lösung sind Disaccharide meist stabil bei pH-Werten ≥7, hydrolysieren jedoch schon im schwach sauren Bereich. Bei der sauren Hydrolyse von Disacchariden entstehen zwei Monosaccharide, so entstehen aus Saccharose (Summenformel C12H22O11) beispielsweise die Monosaccharide D-Glucose (C6H12O6) und D-Fructose (Summenformel C6H12O6). Das bekannteste und auch am häufigsten vorkommende Disaccharid ist die Saccharose, der Haushalts-, Rohr- und Rübenzucker.
Je nachdem, wie die beiden Einfachzucker verbunden sind, werden reduzierende und nichtreduzierende Disaccharide unterschieden. Bei den reduzierenden Disacchariden ist mindestens ein anomeres Kohlenstoffatom nicht an der glycosidischen Bindung beteiligt. Bei den nichtreduzierenden Disacchariden sind die beiden anomeren Kohlenstoffatome direkt verbunden. Reduzierende Zweifachzucker sind zwar im basischen pH-Bereich stabil gegenüber Hydrolyse, jedoch sehr empfindlich gegenüber Oxidationsmitteln.
Im kristallinen Zustand und in wässriger Lösung sind viele Disaccharide wie Cellobiose, Lactose und Saccharose durch intramolekulare Wasserstoffbrücken (HBB) stabilisiert, wodurch auch die jeweils stabilste Konformation des Moleküls festgelegt wird. Die HBB können bei nichtwässrigen Lösungsmitteln auch variieren.

## Vorkommen

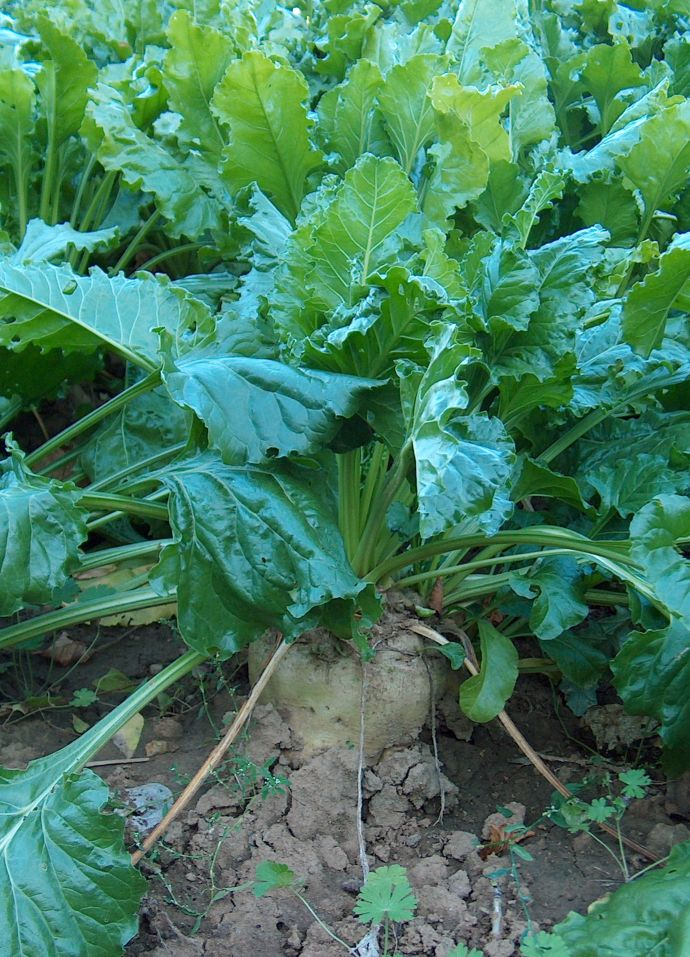
Die Zuckerrübe [Beta vulgaris subsp. vulgaris (Altissima-Gruppe)] ist die bedeutendste Zuckerpflanze der gemäßigten Breiten.

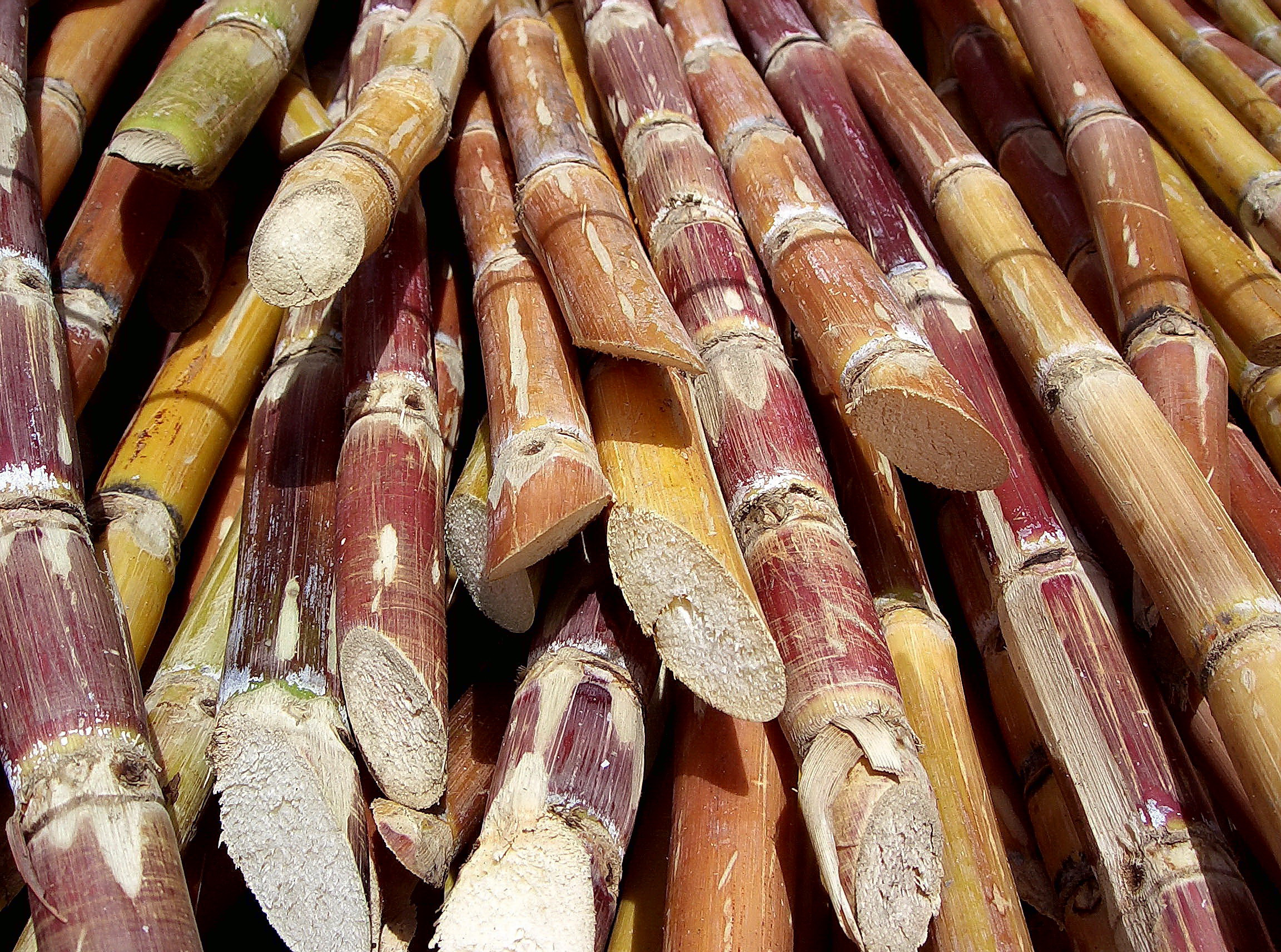
Zuckerrohr (Saccharum officinarum) enthält reichlich Saccharose.

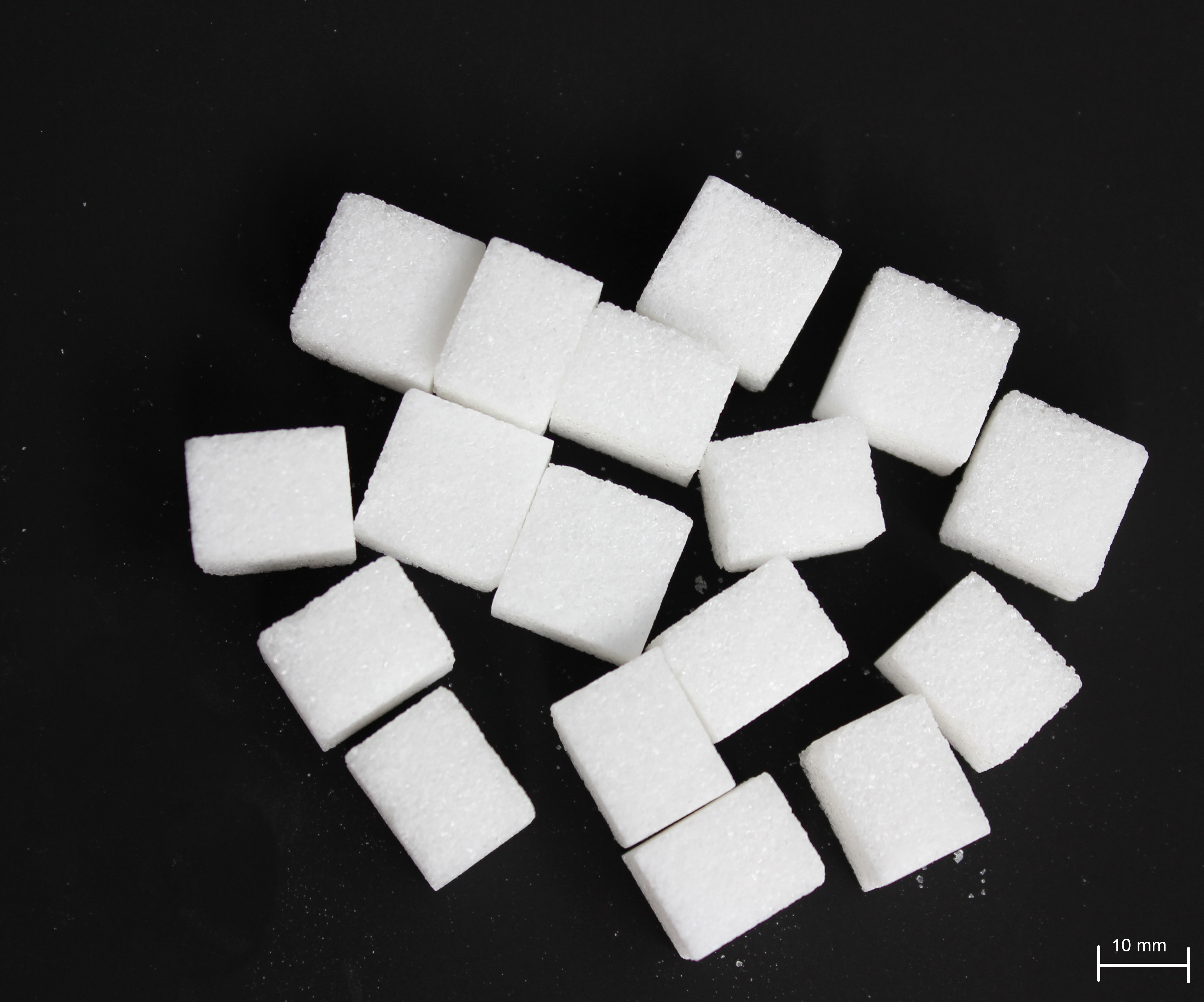
Würfelzucker

Disaccharide kommen in tierischen Organismen selten vor. Die Ausnahmen sind die Trehalose in der Hämolymphe der meisten Insekten, sowie die Lactose in der Milch der Säugetiere. Sehr häufig sind Disaccharide in Pflanzen zu finden. Saccharose findet sich in Obst und vielen Frucht- und Gemüsesäften; aus Zuckerrohr oder Zuckerrüben wird er als Haushaltszucker gewonnen. Trehalose kommt auch in Hefen und Pilzen sowie Algen vor. Maltose findet sich nicht in freier Form, entsteht jedoch während des enzymatischen Abbaus von Stärke, etwa bei der Verdauung. Ein bekanntes Spaltprodukt ist der Invertzucker, welcher der Hauptbestandteil des Honigs ist und zu gleichen Teilen aus Fructose und Glucose besteht und aus Saccharose (z. B. im Blüten-Nektar) gebildet wird.

### Häufige Disaccharide
Die beiden Monosaccharid-Einheiten des Disaccharides können auch an verschiedenen Stellen miteinander verbunden sein sowie an der Verbindungsstelle verschiedene Stereochemie aufweisen. Dadurch entsteht eine Vielzahl von Disacchariden.
| Name           | chemische Verbindung       | Vorkommen                                                          |
| -------------- | -------------------------- | ------------------------------------------------------------------ |
| Cellobiose     | Glucose-β-(1→4)-Glucose    | Disaccharid der Cellulose                                          |
| Gentiobiose    | Glucose-β-(1→6)-Glucose    | Glykoside (Amygdalin)                                              |
| Isomaltose     | Glucose-α-(1→6)-Glucose    | Verzweigungen im Glykogen und in der Stärke                        |
| Isomaltulose   | Glucose-α-(1→6)-Fructose   | enzymatische Gewinnung aus Saccharose                              |
| Lactose        | Galactose-β-(1→4)-Glucose  | Milchzucker                                                        |
| Lactulose      | Galactose-β-(1→4)-Fructose | Reversionsprodukt der Lactose                                      |
| Laminaribiose  | Glucose-β-(1→3)-Glucose    | Abbauprodukt von Laminarin, entsteht auch beim Bierbrauen          |
| Maltose        | Glucose-α-(1→4)-Glucose    | Malzzucker oder Disaccharid der Stärke, in Zuckerrübe, Bienenhonig |
| Maltulose      | Glucose-α(1→4)-Fructose    | Reversionsprodukt der Maltose                                      |
| Melibiose      | Galactose-(1→6)-Glucose    | in Kakaobohne                                                      |
| Neohesperidose | Rhamnose-(1→2)-Glucose     | in Glykosiden (Naringin, Neohesperidin)                            |
| Neotrehalose   | Glucose-(1→1)-Glucose      | in Kojiextrakt (Aspergillus oryzae)                                |
| Nigerose       | Glucose-(1→3)-Glucose      | in Bienenhonig, Bier                                               |
| Rutinose       | Rhamnose-(1→6)-Glucose     | in Anthocyanen, Glykoside (Hesperidin)                             |
| Sambubiose     | Xylose-β-(1→2)-Glucose     | in Anthocyanen                                                     |
| Sophorose      | Glucose-(1→2)-Glucose      | in Anthocyanen, in Leguminosen                                     |
| Saccharose     | Glucose-α-(1→2)-Fructose   | Rohr- oder Rübenzucker                                             |
| Trehalose      | Glucose-α,α'-(1→1)-Glucose | in der Hämolymphe niederer Tiere, Mutterkorn, junge Pilze          |

## Enzymatischer Abbau
In der Nahrung vorkommende Disaccharide können nicht direkt in die Glykolyse eintreten, sondern müssen zunächst extrazellulär zu Monosacchariden hydrolysiert werden. Die entsprechenden Abbau-Enzyme aus der Gruppe der Glycosidasen werden als „Disaccharidasen“ bezeichnet. Sie sind beim Menschen und vielen Säugetieren in den Mikrovilli der Dünndarmschleimhaut lokalisiert. Beispiele solcher Hydrolasen sind die Maltasen (Lysosomale α-Glucosidase und Maltase-Glucoamylase), Lactase, β-Galactosidase, Invertase (auch „Saccharase“) und Trehalase.